# Paul Prinz
Paul Prinz (* 1974 in Wien) ist ein österreichischer Kameramann. Er lebt in Wien.

## Leben
Paul Prinz arbeitet für den ORF, RTL, Sat.1, RTL II und ATV und wirkte an dem preisgekrönten Spielfilm „In Memory of my Father“ mit. 2005 drehte er mit Regisseur Moritz Neumüller die Dokumentation „Deutsch sein Kunstsprach“, die Geschichte eines kubanischen Übersetzers, der versucht, Ernst Jandl Gedichte ins Spanische zu übersetzen. Die Dokumentation wurde im ORF und auf 3sat ausgestrahlt und erhielt beim Festival Rose'Dor 2006 eine Nominierung.
Neben szenischen Produktionen arbeitet Paul Prinz auch an Studioproduktionen für das Fernsehen, unter anderem seit 2002 als lichtsetzender Kameramann bei der ORF-Produktion Forscherexpress mit Thomas Brezina und Kati Bellowitsch. Diese Wissens-Sendung für Kinder ist auch in Deutschland auf Nickelodeon zu sehen und wurde mehrfach ausgezeichnet. Mithilfe von Spezialaufnahmen wie zum Beispiel Zeitlupe oder aufwändiger Bluescreen-Technik werden Kindern komplizierte naturwissenschaftliche Phänomene nahegebracht. 1998 realisierte er, ebenfalls als lichtsetzender Kameramann, gemeinsam mit Niki Klingohr das Kunstprojekt „Session“ für die ORF-Kunststücke.
Seit 2003 ist Paul Prinz Mitglied des österreichischen Kameraverbandes Austrian Association of Cinematographers.

## Filmografie
- 1995 My little America (Director: Ernst Kaufmann, 16 mm)
- 1995 Geocare (Director: Ernst Kaufmann, 16 mm)
- 1997 Nine Mens Morris (Director: Ernst Kaufmann, DigiBeta)
- 2000 Das Rendezvous (Director: Niki Klingohr, Super 16 mm)
- 2000 Libyen (Director: Martin Rothmayer, DigiBeta)
- 2000 In Memory of my Father (Director: Christopher Jaymes, 2ndUnit Operator, DVCAM)
- 2000 Der Forschexpress (Director: Peter Rabinger)
- 2002 Canos de Meca (unvollendet, Director: Michael Lebek, DVCPRO)
- 2003 Tag ohne Ende (Director: Florian Maurer, 16 mm)
- 2004 Grenzreise (Director: Alexandra Wedenig, DVCPRO)
- 2005 Sprachlos (Director: Alexandra Wedenig, DVCPRO)
- 2005 Deutsch sein Kunstsprach (Director: Moritz Neumüller, DigiBeta)[1]
- 2006 Marlon, Mama, Menschenmatsch (Director: Klaus Oppitz, HDCAM)
- 2008 Wir sind Kaiser (Director: Heidelinde Haschek)[2]
- 2009 Kottan ermittelt: Rabengasse 3a (Directors: Thomas Gratzer, Peter Schröder)

## Preise und Auszeichnungen
- My little America – 5. Platz 1996 Cortoimola Festival
- Der Forscherexpress – Romy 2004, PlatinAward Worldfest Houston 2005
- Grenzreise – Ebenseer Bär in Bronze 2006[3], Screening Portobello London 2006, SanFrancisco ShortFilmFestival 2006, Bozen 2006
- Deutsch sein Kunstsprach – nominiert beim Rose'Dor 2006, Screening ORF & 3sat